# Machault (Sena e Marne)
Machault é uma comuna francesa, situada no departamento de Seine-et-Marne na região de Île-de-France.